# West Earl Township
West Earl Township est un township situé au nord-est de la partie centrale du comté de Lancaster, en Pennsylvanie, aux États-Unis,. En 2010, il comptait une population de 7 868 habitants.

## Démographie
Lors du recensement de 2010, le township comptait une population de 7 868 habitants. Elle est estimée, en 2018, à 8 272 habitants.

### Source de la traduction
- (en) Cet article est partiellement ou en totalité issu de l’article de Wikipédia en anglais intitulé « West Earl Township, Lancaster County, Pennsylvania » (voir la liste des auteurs).